# Nasze Korzenie
Nasze Korzenie – polskie czasopismo naukowe wydawane przez Muzeum Mazowieckie w Płocku.
Część numerów czasopisma jest dostępnych online w bazie danych Mazowieckich Czasopism Humanistycznych.